# بارا چائولاکاتی
بارا چائولاکاتی (به لاتین: Bara Chaulakati) یک روستا در بنگلادش است که در استان باریسال و در ناحیه باریسال واقع شده است.